# カイル・エベール
カイル・エベール（Kyle Hebert、1969年6月14日 - ）は、アメリカ合衆国の男性声優、ラジオDJ、アナウンサー。

## 人物
ルイジアナ州レイクチャールズで生まれ、テキサス州ダラスで育つ。北テキサス大学でラジオ・テレビ・映画を専攻し、1993年に卒業。パット・フラリー、ボブ・バーゲンから声の技術を学び、C・J・クリット、ナンシー・ウルフソンからも演技を学ぶ。
1991年からダラスのABCラジオにてDJ、アナウンサー、プロデューサー、放送作家として活動し、キャリアをスタートさせる。1996年からはラジオ・ディズニーでもDJ、プロデューサー、放送作家として活動。
2000年にファニメーションが行っていた『ドラゴンボールZ』の孫悟飯（青年期）役オーディションを受けて合格し、声優としての活動を開始。2005年に活動の拠点をダラスからカリフォルニア州ロサンゼルスに移す。
思い入れのある役はデビュー作でもある『ドラゴンボールZ』の孫悟飯役とナレーター。影響を受けた人物としてメル・ブランクを挙げている。
実写映画作品に俳優として出演することを今後の目標としている。

## 受賞・ノミネート
- アニメエキスポ2009 インダストリーアワード 男性声優賞（英語） - 『天元突破グレンラガン』（カミナ役）[5]

## 出演作品

### テレビアニメ
2000年
- ドラゴンボールZ たったひとりの最終決戦〜フリーザに挑んだZ戦士 孫悟空の父〜

2001年
- ドラゴンボール（牛魔王）
- BLUE GENDERBLUE GENDER THE WARRIOR（セノ・ミヤギ）

2002年
- ドラゴンボール（ホワイト将軍）
- ドラゴンボールZ（孫悟飯〈青年期〉、ナレーター、西の界王、パイクーハン）
- フルーツバスケット（竹井誠）
- ルパン三世 トワイライト☆ジェミニの秘密（ブルトカリー巡査）
- ルパン三世 ハリマオの財宝を追え!!（ゲーリング）
- 幽遊白書（大久保、鴉）

2003年
- ドラゴンボール（国王）
- ドラゴンボールGT（孫悟飯、牛魔王）

2004年
- ドラゴンボールGT 悟空外伝!勇気の証しは四星球（孫悟飯、牛魔王）
- 鋼の錬金術師（ヴァトー・ファルマン）
- 名探偵コナン（ウォッカ〈初代〉、大村淳、大木田、佐藤泰三）

2005年
- グラップラー刃牙（ウラジーミル）
- SAMURAI 7（モスケ）
- NARUTO -ナルト-（犬塚キバ、モズク、山中いのいち）
- 高橋留美子劇場 人魚の森（男B）
- 爆裂天使（雅やん）
- 名探偵コナン（館岡順一、長門道三）
- ルパン三世 ワルサーP38
  - ルパン三世 炎の記憶〜TOKYO CRISIS〜
  - ルパン三世 愛のダ・カーポ〜FUJIKO'S Unlucky Days〜

2006年
- Ergo Proxy（MCQ）
- ガン×ソード（ジョバンニ）
- 君が望む永遠
- 交響詩篇エウレカセブン（ケンゴウ〈2代目〉）
- 金色のガッシュベル!!（ジョン・オーエン）
- 砂ぼうず
- SPEED GRAPHER
- バジリスク 〜甲賀忍法帖〜（初代服部半蔵）
- 光と水のダフネ（ルン芝崎）
- BLEACH（藍染惣右介）
- ルパン三世 1$マネーウォーズ

2007年
- 攻殻機動隊 STAND ALONE COMPLEX Solid State Society（宗井仁）
- クレヨンしんちゃん
- ザ・サード 〜蒼い瞳の少女〜
- ひぐらしのなく頃に（富竹ジロウ）
- BECK（米原）
- 蟲師（米原）
- 名探偵コナン（南智史）

2008年
- 天元突破グレンラガン（カミナ）
- ドラゴンボールZ たったひとりの最終決戦〜フリーザに挑んだZ戦士 孫悟空の父〜（ナレーター）※リマスター版
  - ドラゴンボールZ 絶望への反抗!!残された超戦士・悟飯とトランクス（ナレーター、牛魔王）※リマスター版
- 武装錬金（火渡赤馬、金城）
- 撲殺天使ドクロちゃん（山崎先生）
- 魔法少女隊アルス（ルーカ）
- らき☆すた（店員A、生徒、タレント、TVの声A、店員）

2009年
- おおきく振りかぶって（宮川）
- 史上最強の弟子ケンイチ（筑波）
- 絶対無敵ライジンオー
- NARUTO -ナルト- 疾風伝（犬塚キバ、山中いのいち、エビゾウ）
- 名探偵コナン（潮文造、ヒクソン田中、今村利明、新名任太朗）
- MONSTER（マウラー）

2010年
- 頭文字D（土屋圭市）※ファニメーション版
- 桜蘭高校ホスト部（相賀和清）
- スティッチ!（カントク）
- ドラゴンボール改（牛魔王、国王、アプール）
- 鋼の錬金術師 FULLMETAL ALCHEMIST（ヴァトー・ファルマン）
- 東のエデン
- MONSTER（フリッツ・ヴァーデマン）
- デジモンクロスウォーズ（バリスタモン、ドルルモン、グレイモン他）

2011年
- アイアンマン（インセン教授）
- ウルヴァリン（組員）
- デュラララ!!（法螺田）

2012年
- アベンジャーズ 地球最強のヒーロー（ライル・ゲッツ博士）
- Secret Millionaires Club（エンツォ）
- ぬらりひょんの孫（青田坊）
- ブレイド（セルゲイ）
- ペルソナ4（久保美津雄）
- 魔法少女まどか☆マギカ（鹿目知久）

2013年
- 青の祓魔師（勝呂竜士）
- アクセル・ワールド（荒谷、ブリキ・ライター）
- 一騎当千 Great Guardians（黄忠漢升）
- ソードアート・オンライン（カインズ、ゴドフリー）
- TIGER & BUNNY（Mr.レジェンド）
- デジモンクロスウォーズ（バリスタモン）
- Fate/Zero（バーサーカー）
- ポケットモンスター THE ORIGIN（オーキド博士）

2014年
- キルラキル（北条）
- ジョジョの奇妙な冒険 スターダストクルセイダース（花京院典明）
- 進撃の巨人（ミタビ・ヤルナッハ）
- 翠星のガルガンティア（クラウン、ライアン・マツモト）
- スペース☆ダンディ（フェルディナン）
- ぬらりひょんの孫 千年魔京（青田坊）
- ブラッドラッド（デク、雪男）

2015年
- アルドノア・ゼロ（中林少佐）
- 進撃!巨人中学校（ミタビ）
- 凪のあすから（ちさきの父）
- 美少女戦士セーラームーンR（アキラル）※ビズメディア版

2016年
- HUNTER×HUNTER（第2作）（ウモリ）
- ダンガンロンパ3 -The End of 希望ヶ峰学園-（左右田和一）

2017年
- ドキドキ!プリキュア

2019年
- 鬼滅の刃（累の父、鉄穴森鋼蔵)
- BEASTARS（サヌ、アガタ 他)

2021年
- ザ・ビーチバディ

### 劇場アニメ
2001年
- ドラゴンボールZ 超サイヤ人だ孫悟空（ナレーター）

2002年
- ドラゴンボールZ とびっきりの最強対最強（ナレーター）
  - ドラゴンボールZ 激突!!100億パワーの戦士たち（ナレーター）

2003年
- ドラゴンボール 最強への道（レッド総帥、ホワイト将軍）
- ドラゴンボールZ（ナレーター、牛魔王）
  - ドラゴンボールZ 極限バトル!!三大超サイヤ人（ナレーター）
  - ドラゴンボールZ 燃えつきろ!!熱戦・烈戦・超激戦（孫悟飯、ナレーター）

2005年
- ドラゴンボールZ 危険なふたり!超戦士はねむれない（孫悟飯、ナレーター）
- ルパン三世 くたばれ!ノストラダムス

2006年
- イノセンス※マンガ・エンターテメント版
- 劇場版 鋼の錬金術師 シャンバラを征く者（ヴァトー・ファルマン）
- ドラゴンボールZ この世で一番強いヤツ（ナレーター）
  - ドラゴンボールZ 地球まるごと超決戦（ナレーター）
  - ドラゴンボールZ 復活のフュージョン!!悟空とベジータ（ナレーター、孫悟飯、西の界王、パイクーハン）
  - ドラゴンボールZ 龍拳爆発!!悟空がやらねば誰がやる（ナレーター、孫悟飯）
- 名探偵コナン 時計じかけの摩天楼（坂口運行部長）

2007年
- 劇場版 NARUTO -ナルト- 大活劇!雪姫忍法帖だってばよ!!（冬熊ミゾレ）
  - 劇場版 NARUTO -ナルト- 木ノ葉の里の大うん動会（犬塚キバ）

2008年
- 銀色の髪のアギト
- 劇場版 NARUTO -ナルト- 大激突!幻の地底遺跡だってばよ（カヒコ）
- 劇場版BLEACH MEMORIES OF NOBODY（バウ）
- バイオハザード ディジェネレーション
- ONE PIECE エピソードオブアラバスタ 砂漠の王女と海賊たち（ネフェルタリ・コブラ）

2009年
- ヱヴァンゲリヲン新劇場版:序
- 劇場版BLEACH The DiamondDust Rebellion もう一つの氷輪丸（死神）
- Magnum Farce: A Shot in the Park（スナイパー）※サウンドレコーディストとしても参加

2011年
- 鉄拳 ブラッド・ベンジェンス（三島一八）
- 交響詩篇エウレカセブン ポケットが虹でいっぱい（ケンゴウ）
- REDLINE（アナウンサー）

2012年
- 劇場版 NARUTO -ナルト- 疾風伝 火の意志を継ぐ者（犬塚キバ）
- シュガー・ラッシュ（リュウ）
- ホッタラケの島 〜遥と魔法の鏡〜（デカゴー）

2013年
- 青の祓魔師 ―劇場版―（勝呂竜士）
- サミーとシェリー２ 僕らの脱出大作戦
- 劇場版 TIGER & BUNNY -The Beginning-（Mr.レジェンド）
- 劇場版 FAIRY TAIL 鳳凰の巫女（キャノン）
- BLOOD-C The Last Dark

2014年
- せんすいかんウーリー パイレーツ・トレジャー（ビッグD）
- 劇場版 魔法少女まどか☆マギカ [前編] 始まりの物語（鹿目知久）
- 劇場版 魔法少女まどか☆マギカ [後編] 永遠の物語（鹿目知久）
- ドラゴンボールZ 神と神（ナレーター、孫悟飯、牛魔王）

2015年
- 劇場版 魔法少女まどか☆マギカ [新編] 叛逆の物語（鹿目知久）
- ドラゴンボールZ 復活の「F」（孫悟飯、牛魔王）

2016年
- 君の名は。（勅使河原克彦）

2020年
- 天気の子（勅使河原克彦）

2021年
- えんとつ町のプペル
- STAND BY ME ドラえもん 2（ナカメグロ）

### OVA
2004年
- BLUE GENDER THE WARRIOR（セノ・ミヤギ）

2005年
- サクラ大戦 エコール・ド・巴里

2007年
- HELLSING（殺されるだけの傭兵達）

2008年
- 撲殺天使ドクロちゃんセカンド（山崎先生）

2011年
- 頭文字D Extra Stage

2012年
- HELLSING（傭兵）

2014年
- アベンジャーズ コンフィデンシャル: ブラック・ウィドウ & パニッシャー（ケイン）

### Webアニメ
2007年
- FLAG（カメラマン）

2014年
- スシニンジャ（ナレーター）

2019年
- ユーフーしゅつどう!（スロー）

2021年
- カイコとココシュ
- 範馬刃牙

### ゲーム
2002年
- ドラゴンボールZ（ナレーター、グレートサイヤマン）

2003年
- ドラゴンボールZ2（ナレーター、孫悟飯）

2004年
- ドラゴンボールZ3（ナレーター、孫悟飯）
- ドラゴンボールZ 舞空闘劇（ナレーター、孫悟飯）
- Yu Yu Hakusho Dark Tournament（鴉）

2005年
- ドラゴンボールZ Sparking!（ナレーター、孫悟飯）
- ドラゴンボールZ サーガ（ナレーター、未来世界の孫悟飯）

2006年
- 超ドラゴンボールZ（孫悟飯）
- ドラゴンボールZ 真武道会（孫悟飯、パイクーハン）
- ドラゴンボールZ Sparking! NEO（ナレーター、孫悟飯、パイクーハン）
- NARUTO -ナルト- 激闘忍者大戦!2（犬塚キバ）
- NARUTO -ナルト- ナルティメットヒーロー（犬塚キバ）
- ヴァルキリープロファイル2 シルメリア（アーロン、ザンデ、ソロン、ディーン、ファーラント）

2007年
- 聖剣伝説4（仮面の導師）
- ドラゴンボールZ 真武道会2（ナレーター、孫悟飯、パイクーハン）
- ドラゴンボールZ Sparking! METEOR（ナレーター、孫悟飯、パイクーハン）
- NARUTO -ナルト- ナルティメットヒーロー（犬塚キバ）
- NARUTO -ナルト- ナルティメットヒーロー2（犬塚キバ）
- BLEACH Wii 白刃きらめく輪舞曲（藍染惣右介）

2008年
- 真・三國無双5（司馬懿）
- テイルズ オブ シンフォニア -ラタトスクの騎士-（リヒター・アーベント）
- デビルメイクライ4（バエル / ダゴン）
- ドラゴンボールZ インフィニットワールド（孫悟飯、パイクーハン）
- NARUTO -ナルト- 疾風伝 ナルティメットストーム（犬塚キバ）
- NARUTO -ナルト- ナルティメットヒーロー3（犬塚キバ、山中いいのち）
- NARUTO -ナルト- ナルティメットポータブル  無幻城の巻（犬塚キバ）
- ペルソナ4（久保美津雄）
- ラスト レムナント（ジョン・サイクス、ズイドウ）

2009年
- KAMEN RIDER DRAGON KNIGHT（ゼイビアックス）
- スターオーシャン4 -THE LAST HOPE-（クロウ・F・アルメディオ、エイルマット・P・タナトス）
- ストリートファイターIV（リュウ）
- ドラゴンボール 天下一大冒険（ホワイト将軍）
- ドラゴンボール レイジングブラスト（ナレーター、孫悟飯）
- MADWORLD（ビッグ・ブル）

2010年
- 戦国BASARA3（立花宗茂）
- 戦国無双3（北条氏康）
- ソニック カラーズ（ビッグ・ザ・キャット）
- ドラゴンボール タッグバーサス（孫悟飯）
- ドラゴンボール レイジングブラスト2（孫悟飯、パイクーハン）
- NARUTO -ナルト- 疾風伝 ナルティメットアクセル3（犬塚キバ）
- NARUTO -ナルト- ナルティメットストーム2（犬塚キバ、エビゾウ）

2011年
- アルトネリコ3 世界終焉の引鉄は少女の詩が弾く（光五条）
- 真・三國無双6（司馬懿、丁奉）
- Star Wars: The Old Republic
- デビルサバイバー オーバークロック（直哉）
- ドラゴンボール アルティメットブラスト（孫悟飯）
- NARUTO -ナルト- 疾風伝 ナルティメットインパクト（山中いいのち）
- BLEACH ソウル・イグニッション（藍染惣右介）
- MARVEL VS. CAPCOM 3 Fate of Two Worlds（リュウ）※英語音声

2012年
- ストリートファイター X 鉄拳（リュウ）※英語音声
- Dragon Ball Z For Kinect（孫悟飯）
- NARUTO -ナルト- 疾風伝 ナルティメットストームジェネレーション（犬塚キバ）
- ロリポップチェーンソー

2013年
- NARUTO -ナルト- 疾風伝 ナルティメットストーム3（犬塚キバ）
- ファイアーエムブレム 覚醒（フレデリク）

2014年
- スーパーダンガンロンパ2 さよなら絶望学園（左右田和一）
- NAtURAL DOCtRINE（イフ）

2017年
- ニューダンガンロンパV3 みんなのコロシアイ新学期（百田解斗）
- ぷよぷよシリーズ（りすくませんぱい、ポポイ、ハルトマン）
- マーベル VS. カプコン:インフィニット（リュウ）

2018年
- メイド イン ワリオ ゴージャス（ドリブル、クライゴア、ジョー、ミスターハッスル）

2021年
- おすそわける メイド イン ワリオ（ドリブル、クライゴア）

### 吹き替え
2006年
- あずみ（井上勘兵衛〈北村一輝〉）

2009年
- 東京ゾンビ（石原〈古田新太〉）

2016年
- 警部補ジョアン・ペーテルス（英語版）（ - 2018年）

2017年
- Unit 42: ブリュッセル サイバー犯罪対策課（英語版）（ - 2019年、ボブ・フランク）

2018年
- WARRIOR 孤独なファイター（英語版）
- クロース・エネミーズ（英語版）
- マルセイユ（英語版）
- ラスト・プロテクター

2019年
- アンダーカバー: 秘密捜査官（英語版）
- 運命の12人（ - 2020年）
- 罪夢者（英語版、中国語版）
- ティフアナ（英語版）
- ヒストリー・オブ・コロンビア（英語版）
- リベンジ・アイランド（英語版）

2021年
- ホムンクルス

### 実写映画
- A Day at the Office（2003年、声）
- Manborg（2011年、ナンバーワンの声）
- Golden Winter（2012年、犬の声）

### その他
- Mega64（2006年、タイトルナレーター）
- アドベンチャーズ・イン・ボイス・アクティング（2008年、本人出演）

## スタッフ参加作品
- Mobile Legends: Bang Bang （2016年、ボイスディレクター）
- Mobile Legends Adventure （2019年、ボイスディレクター）
- グランツーリスモ（2023年、グループADRディレクター、ADRキャスティング）